# Follow the Reaper
Follow the Reaper er det tredje album fra det finske metalband Children of Bodom. Albummet blev udgivet i Finland i 2000 af Spinefarm Records og i resten af verden i 2001 af Nuclear Blast Records.
Albummet er det første, hvorpå bandet for alvor bevæger sig hen mod en power metal-inspireret lyd, hvilket blandt andet skyldes det nye valg af producer til albummet, og det er den udgivelse, der har fået visse anmeldere til at kalde Children of Bodom for et power metal-band – noget som bandet selv er stærkt uenigt i.
Ved sin udgivelse opnåede Follow the Reaper en 3. plads på albumhitlisten, og i 2005 fik bandet en guldplade for at have solgt over 15.000 eksemplarer af Follow the Reaper i Finland.

## Produktion
Albummet blev Children of Bodoms første, som ikke havde Anssi Kippo som producer – alle bandets tidligere album, inklusive deres demoer fra tiden som Inearthed, var blevet produceret af Kippo i hans Astia Studios. I stedet valgte bandet Hypocrisy-forsangeren Peter Tägtgren, som Children of Bodom på det tidspunkt allerede havde turnéret med i 1998, og som var en nær ven af bandet, som producer for albummet. Bandets daværende guitarist, Alexander Kuoppala, har om skiftet af producer til albummet udtalt:
| Citat                                       | Det var meget anderledes. Indtil videre har vi lavet alting her i Finland, og nu besluttede vi os for at tage til Sverige til Abyss Studios for at slippe væk fra den samme form for indspilning og den samme lyd og sådan noget. Vi ønskede at gøre det anderledes, og det første var, selvfølgelig, Abyss Studios [Tägtgrens studie], fordi vi vidste, at Peter er en meget god producer. [...] Studierne, som vi har brugt [hidtil], fokuserer mere på en ren og teknisk lyd, og de glemmer attituden. Det er ikke vores stil. Der skal være aggression og vrede. | Citat |
| Alexander Kuoppala om valget af nyt studie. | |       |

Tägtgren, som både havde stor erfaring som sanger og keyboardspiller, belærte Alexi Laiho om, hvordan han bedre kunne udnytte growls, samt spillede en stor rolle i bandets mere tydelige brug af power metal-inspirerede keyboards.
På trods af at Tägtgren officielt set var bandets producer, havde han ofte for travlt med Hypocrisy, som netop havde udgivet et nyt album, og andre projekter til at kunne deltage i produktionen, og bandmedlemmerne måtte derfor selv stå for en stor del af denne. Dog har Alexi Laiho udtalt, at Tägtgren havde så stor indflydelse på produktionen, at han fortjener at blive nævnt som producer alligevel.

### Forskellige mix
Albummet findes i to forskellige mix. Da bandet ikke var tilfreds med den oprindelige mixing i Tägtgrens Abyss Studio blev miksingen overdraget til Mikko Karmila fra Finnvox Studios, som i øvrigt har mixet tre af bandets andre album. De to forskellige mix er begge udgivet: Tägtgrens oprindelige mix blev udgivet af Nuclear Blast og Mystic Production i Europa og USA, mens det efterfølgende mix blev udgivet gennem Spinefarm (Finland), Toy's Factory (Japan), FONO (Rusland) og One Music (Sydkorea). Andre kilder rapporterer dog om, at det var Spinefarm og Mystic Production, distributøren af kassettebåndsversioner af albummet i Polen, der udgav første mix, mens Nuclear Blast udgav det andet.
Nogle af forskellene på de to mix er som følger:
- Varigheden af Laihos skrig – nogle skrig ("Follow the Reaper", 0:37) er helt fjernet.
- Klarheden i Laihos vokal blev reduceret i det andet mix for at skabe en mere "rå" lyd.
- Grupperåb og omkvæd blev dæmpet på det andet mix, så de nogle steder er næsten umulige at høre.

## Modtagelse
Follow the Reaper blev godt modtaget ved sin udgivelse. Albummet har et gennemsnit mellem 9 og 10 stjerner på Ultimate Guitars brugeranmeldelser af albummet, mens All Music Guide beskrev albummet som "Black metal med genrens gladeste keyboards nogensinde, men dog stadig kompromisløst brutalt."
Follow the Reaper kom direkte ind på en 3. plads på den finske hitliste i uge 44, 2000, kun kort tid efter dets udgivelse. Albummet blev liggende på hitlisten i fem uger i træk, hvor det gik fra 3. til hhv. 7., 14., 19. og 24. plads – for derefter at falde ud af hitlisten i uge 49. Albummet lå også nummer 46 på den tyske hitliste fra 5. februar til 11. februar 2001, hvorefter det i den efterfølgende uge gik ned på 91. plads – for derefter helt at falde ud af listen ugen efter. I Østrig kom albummet ind på en 38. plads på hitlisten 4. februar 2001, rykkede 11. februar ned på en 61. plads, derefter 73. plads 18. februar for endelig efterfølgende at ryge helt ud af hitlisten. I Frankrig lå albummet en uge på hitlisten på en 88. plads i januar 2001. Albummet har ifølge IFPI solgt over 26.982 plader alene i Finland, og bandet modtog i 2005 en guldplade for det – fem år efter den officielle udgivelse.

## Turnéer
I kølvandet på Follow the Reapers udgivelse i oktober 2000 tog Children of Bodom på en kort Finlandsturné, som varede fra 26. – 31. december, med 31. december som et specielt "nytårsshow", og igen fra 26. januar – 3. februar 2001. Denne blev fulgt af en intensiv Europaturné, hvor Children of Bodom sammen med Sacred Steel var supportbands for Primal Fear på disses turné for at gøre reklame for deres nyudgivne album Nuclear Fire – denne turné varede hele resten af februar måned samt starten af marts.
I april drog bandet på en fem dage lang Follow the Reaper-turné i Sydkorea og Japan. Efteråret bød på en tredages Spanien-turné i september samt optræden på to festivaler i hhv. Polen og Italien i oktober.
I november tog Children of Bodom til Sydamerika på deres sidste pr-turné for Follow the Reaper. Turnéen blev døbt Tour of Terror – Manchete Up Your Ass – en tydelig parodi på Metallicas kendte livedemo Metal Up Your Ass. Denne turné forløb fra 16. til 25. november og gik gennem Mexico, Colombia, Chile og Brasilien.

## Musikalsk stil
Follow the Reaper var musikalsk set væsentlig anderledes end bandets tidligere album. Kuoppala har i et interview fortalt:
| Citat                                          | Det første album var et meget meget primitivt album - aggressivt - ikke særlig klart. Hatebreeder var et meget teknisk og klart album, og jeg tror at dette [Follow the Reaper] er leddet mellem dem. Nogle folk siger, at det her er et rigtig kompliceret album at lytte til. De hører det første gang og er helt "Hvad sker der?". Når de hører det tredje eller fjerde gang, er de mere som "Nu forstår jeg det. Det her er nogle rigtig gode sange." Selvfølgelig er det bedre på den måde. Hvis du lytter til det... Hver gang hører du noget nyt. | Citat |
| Alexander Kuoppala om musikstilen på albummet. | |       |

Grundet Peter Tägtgrens indflydelse på albummet er keyboards blevet fremhævet i musikken, hvilket har bidraget meget til klassificeringen af dele af bandets musik som ekstrem power metal. Samtidig forsvandt størstedelen af de neo-klassiske elementer, der havde været tydelige på Hatebreeder, selvom de dog stadig kan spores – blandt andet i sangen "Kissing the Shadows".
Laiho har i et interview udtalt, at han nogle gange følte, at sangene på albummet strukturmæssigt ikke rigtig gav nogen mening. Denne udtalelse førte til et sejlivet rygte om, at Laiho "hadede" Follow the Reaper, hvilket han senere afviste med en udtalelse om, at "Hvis jeg hadede sangene fra det album, hvorfor skulle vi så have over halvdelen af dem på vores sangliste til vores shows?"
Ligesom på Hatebreeder er begge guitarer stemt ned til standard D-stemning. Noget som Children of Bodom i øvrigt, ligesom mange andre heavy metal-bands, har gjort på næsten alle deres album.
Tekstmæssigt spænder albummet over temaer som depression ("Follow the Reaper", "Everytime I Die"), bandekrige ("Children of Decadence"), sindssyge ("Mask of Sanity"), hævngerrighed ("Taste of My Scythe"), døden ("Northern Comfort"), kærlighed ("Kissing the Shadows") og Bodom-mordene ("Bodom After Midnight") samt nogle black metal-inspirerede tekster ("Hate Me!"). Mange af teksternes 'hadske' budskab bunder i Alexi Laihos barndom, hvor han blev systematisk mobbet og overfaldet af tre jævnaldrende. De oplevelser fik det, med hans egne ord, til at "slå klik" for ham, og han begyndte at hade alt og alle og blev ligeglad med, om han levede eller døde. Samtidig begyndte han at tage stoffer og drikke jævnligt.
Teksttemaerne har på dette album ikke ændret sig voldsomt siden de tidligere album, da bl.a. depression ("Towards Dead End"), sindssyge ("Touch Like Angel Of Death"), Bodom-mordene ("Lake Bodom", "Silent Night, Bodom Night") og kærlighed ("Bed of Razors") er set på Something Wild og Hatebreeder. Bandekrigstemaet er dog nyt, ligesom de sataniske undertoner i "Hate Me!" ikke tidligere er set lige så tydeligt.

## Omslag
Albummets omslag er designet af den canadiske kunstner Graham French og består, som alle Children of Bodom's hidtidige album, af "Roy", manden med leen, som er bandets maskot, samt af bandets logo. Det er det foreløbigt eneste omslag, som har teksten "Children of Bodom" stående nederst på coveret og ikke øverst.
I et interview fortalte Kuoppala om farvevalget:
| Citat                                          | Jeg mener at farvevalget er meget vigtigt. At have den kontrollerende farve. At have rød, grøn og nu blå. Men jeg ved ikke, hvad det fjerde album kommer til at være. [...] Jeg ved, at vi ikke kan lave et sort album, fordi Metallica gjorde det. Det kan ikke være hvidt, men lad os se, hvad der sker. | Citat |
| Alexander Kuoppala om farvevalget til omslaget | |       |

Kuoppala nævnte i samme interview også, at den blå farve passer godt til budskabet om at "følge manden med leen", men at det overhovedet ikke er en opfordring til at slå sig selv ihjel, snarere at følge bandets musik.

### Sangtekster
Albummets omslag indeholder kun teksten til tre sange fra albummet, Everytime I Die, Hate Me! og Kissing the Shadows. Kuoppala har udtalt, at det er blevet en form for tradition for bandet, og at resten af teksterne alligevel er blevet udgivet på bandets officielle webside, fordi fans blev ved med at spørge efter dem.

## Spor
Follow the Reaper består af ni originale Children of Bodom-sange, skrevet og komponeret af Alexi Laiho. Visse udgaver af albummet indeholder et eller flere bonusnumre.
Originale numre
| 1. "Follow the Reaper" – 3:47 Titelsangen starter med et citat fra filmen Eksorcisten III, og slutter med et andet citat fra samme film. Sangen er en af de hurtigste på albummet og har tydelige keyboardpassager 2. "Bodom After Midnight" – 3:43 Den sang på albummet som fortsætter bandets tradition om at have en sang på hvert album som omhandler Bodom-mordene. Et guitarriff i sangen (02:01) er taget fra soundtracket til filmen The Rock. 3. "Children of Decadence" – 5:34 En sang omhandlende bandekrige. Den er sjældent blevet spillet live. 4. "Everytime I Die" – 4:03 Children of Bodoms første langsomme sang. Blev af The Metal Observer kaldt "tæt på at være den første Children of Bodom-ballade nogensinde." På alle turnéer i 2003, bortset fra én, dedikerede bandet sangen til den afdøde Finntroll-guitarist Teemu "Somnium" Raimoranta. 5. "Mask of Sanity" – 3:58 En af relativt få sange med et let genkendeligt omkvæd. Flere af sangens guitarriffs er taget fra bandets demosang "Talking of the Trees" (fra demoen Shining som Inearthed). | 1. "Taste of My Scythe" – 3:58 Starter med endnu et citat fra Eksorcisten III. Alexander Kuoppala udtalte engang, at det var hans yndlingssang fra albummet, selvom han dog senere ændrede dette til at være "Everytime I Die". 2. "Hate Me!" – 4:44 Hate Me! er en af Children of Bodom's mest populære sange overhovedet. Blev oprindeligt også udgivet som single. 3. "Northern Comfort" – 3:48 Navnet er en parodi på drinken Southern Comfort. Sangen indeholder flere keyboardpassager, men er aldrig blevet spillet live. 4. "Kissing the Shadows" – 4:32 Blev skrevet og komponeret samme dag, som den blev indspillet, da bandet mente, at de ikke allerede havde materiale nok til et album. Sangen indeholder en stor battle mellem Laihos guitar og Wirmans keyboard, og bliver ofte spillet live til koncerter. Er også et af de få tilbageværende eksempler på neo-klassisk indflydelse. |

Diverse bonusnumre
| - "Don't Stop at the Top" – 3:24 En coverversion af et Scorpions-nummer fra albummet Savage Amusement fra 1988. Sangen blev, modsat resten af albummet, indspillet i Anssi Kippos Astia Studios i Finland i 2000 og havde allerede været udgivet på et Scorpions tributealbum kaldet A Tribute to the Scorpions, da Follow the Reaper udkom. Udgivet på Spinefarm-udgivelsen - "Shot in the Dark" – 3:38 En coverversion af et Ozzy Osbourne-nummer fra albummet The Ultimate Sin fra 1986. Udgivet på Toy's Factory-udgivelsen | - "Hellion" – 3:02 En coverversion af et W.A.S.P.-nummer fra albummet W.A.S.P. fra 1984. Sangen blev oprindeligt indspillet i Astia Studios i 1999 under indspilningerne af Hatebreeder. Bandet var dog ikke tilfredse med resultatet, og nummeret blev droppet. Senere, i 2000, blev sangen indspillet på ny, og denne gang udgivet på Hate Me!-singlen. Udgivet på Nuclear Blast-udgivelserne - "Aces High" – 4:28 En coverversion af et Iron Maiden-nummer fra albummet Powerslave fra 1984. Sangen blev oprindeligt indspillet i Astia Studios i midten af 2001 til et tributealbum kaldet A Tribute to the Beast. Udgivet på Nuclear Blast Deluxe-udgivelsen. |